# Humanity (film 1916)
Humanity è un film muto del 1916 scritto, prodotto, interpretato e diretto da Gilbert M. "Broncho Billy" Anderson.

## Trama
Un cowboy si reca nell'Est per regolare un vecchio conto. Ritrovato l'uomo di cui vuole vendicarsi, rinuncia ai suoi piani per i begli occhi della figlia del suo nemico, che lo supplica per la vita del padre.

## Produzione
Il film fu prodotto dalla Essanay Film Manufacturing Company. Venne girato a Niles. Gilbert M. "Broncho Billy" Anderson, fondatore della casa di produzione Essanay (che aveva la sua sede a Chicago), aveva individuato nella cittadina californiana di Niles il luogo ideale per trasferirvi una sede distaccata della casa madre. Niles diventò, così, il set dei numerosi western prodotti da Anderson.

## Distribuzione
Anche se il film venne girato nel 1914, fu distribuito solo nel 1916 dalla V-L-S-E. Il film uscì nelle sale cinematografiche statunitensi il 19 maggio 1917, dopo essere stato presentato in prima a New Orleans il 17 febbraio 1916.